# Hybomys
Genre
Hybomys est un genre africain de rongeurs de la sous-famille des Murinés.

## Liste des sous-genres
- Hybomys (Hybomys) Thomas, 1910
- Hybomys (Typomys) Thomas, 1911

## Liste des espèces
Ce genre comprend les espèces suivantes :
- Hybomys (Hybomys) badius Osgood, 1936
- Hybomys (Hybomys) basilii Eisentraut, 1965
- Hybomys (Hybomys) lunaris (Thomas, 1906)
- Hybomys (Typomys) planifrons (Miller, 1900)
- Hybomys (Typomys) trivirgatus (Temminck, 1853)
- Hybomys (Hybomys) univittatus (Peters, 1876) - rat à bande dorsale noire

Hybomys eisentrauti Van der Straeten and Hutterer, 1986 - rat à bande dorsale synonyme de Hybomys (Hybomys) badius Osgood, 1936